# Terremoto di Valdivia del 1960
Il terremoto di Valdivia del 1960, noto anche come grande terremoto del Cile, si è verificato il 22 maggio 1960 alle 14:11 ora locale (19:11 UTC), ed è a oggi il più potente terremoto mai registrato nella storia, con una magnitudo di 9,5. Il suo epicentro fu localizzato nei pressi di Cañete, a circa 900km a sud di Santiago, ma la città più colpita fu Valdivia. Dopo la scossa principale, una serie di fenomeni sismici continuarono a sconvolgere il Sud del paese fino al 6 luglio.
Il megasisma fu avvertito in differenti parti del pianeta e produsse un maremoto, con onde alte fino a 25 m, che colpirono diversi Stati fino alla sponda opposta dell'Oceano Pacifico: Hawaii (devastando Hilo), Giappone, Filippine, Nuova Zelanda, Australia, le isole Aleutine in Alaska e Hong Kong. Lo stesso fenomeno fu inoltre causa dell'eruzione del vulcano Puyehue. Il numero esatto di perdite umane e materiali è sconosciuto, ma le stime più credibili parlano di tremila morti, più di due milioni di sfollati, e danni tra 400 e 800 milioni di dollari statunitensi dell'epoca (tra i 3,7 e i 7,4 miliardi di dollari statunitensi del 2021), dati comunque piuttosto contenuti in confronto all'entità del terremoto.

## Il terremoto
Al grande terremoto cileno seguì un sisma minore, avvenuto il 23 maggio alle 06:02 ora locale, che tagliò le linee di telecomunicazione tra il Sud e il resto del paese. La scossa principale colpì mentre si organizzavano i soccorsi e interessò un'area costiera di 400 000 km² tra Talca e Chiloé. L’evento sismico principale durò circa tredici minuti e fu seguito nelle settimane successive da diverse serie di repliche. Dopo il terremoto, il livello del mare salì improvvisamente (furono registrati quattro metri nel porto di Valdivia), sommergendo interi villaggi situati lungo la costa cilena e dopo dieci minuti giunse un'altra onda
di dieci metri, martoriando l'area già sconvolta dal terremoto.
Numerose fortificazioni del periodo coloniale spagnolo furono rase al suolo. La subsidenza cambiò la conformazione del suolo, distruggendo edifici, abbassando il letto dei fiumi locali e creando paludi al loro posto. Alcune testimonianze hanno riportato zampilli d'acqua che nascevano dal suolo; la distruzione degli acquedotti, assieme alla contaminazione delle falde, determinò una grave penuria di acqua potabile.
La forza del terremoto fu avvertita con maggiore intensità nelle fosse tettoniche, il che spiega perché Valdivia e Puerto Octay (quest'ultima al centro della Grande Valle Centrale) furono colpite con più violenza rispetto a città più vicine all'epicentro.
Il terremoto causò una variazione dell'inclinazione dell'asse terrestre di 63 millesimi di secondo d'arco (corrispondenti a circa 195 cm se misurati su un meridiano) e una variazione sulla durata del giorno siderale di 23 milionesimi di secondo.

## L'eruzione del vulcano Puyehue
Il 24 maggio, trentotto ore dopo la forte scossa, il vulcano Puyehue riprese la sua attività lungo il suo fianco meridionale. Il vulcano è situato fra due vallate scarsamente popolate delle Ande; di conseguenza l'eruzione ebbe pochi testimoni oculari e ricevette anche scarsa attenzione da parte dei media locali, preoccupati dei danni e dalle vittime causate dal sisma. Il terremoto fu la causa di questa nuova eruzione. L'eruzione si concluse il successivo 22 luglio.

## Spiegazione tettonica
Il terremoto è stato innescato dalla subduzione della placca di Nazca sotto la placca sudamericana e dalla conseguente liberazione di energia meccanica lungo la faglia corrispondente alla fossa di Atacama. La subduzione è infatti il fenomeno tettonico che genera i terremoti più potenti, poiché la sua conformazione richiede un enorme accumulo di energia per lungo tempo, prima che possa essere liberata durante l'evento sismico. L'ipocentro, localizzato a 33 km di profondità, è stato relativamente poco profondo in confronto ai 70 km che può raggiungere nei terremoti in Cile e Argentina. La frattura che si è prodotta nel suolo era lunga 800 km, da Talca (35° sud) a Chiloé (43° sud), e si è prodotta a una velocità stimata di 3,5 km al secondo (equivalente a circa 12 600 km/h).